# Danan
Danan (auch Danaan, Amharisch ደናን Denan) ist ein Ort in der Gode-Zone der Somali-Region in Äthiopien. Es ist Hauptort der gleichnamigen Woreda Danan.
Der Ortsname bedeutet „salzig“ auf Somali und bezieht sich auf den Salzgehalt im Wasser, der sich auf die Kamele positiv auswirkt. Die Einwohner betreiben seit etwa einem Jahrhundert Ackerbau, wichtigstes Anbauprodukt ist Sorghum. Zudem werden Rinder gehalten.
Nach Angaben der Zentralen Statistikagentur Äthiopiens für 2005 hatte Danan 10.494 Einwohner. 1997 waren von 7.030 Einwohnern 99,96 % Somali, drei waren Amharen.
2000/01 und 2006 war das Gebiet um Danan von Dürre und Hunger betroffen. Ein Großteil der Medienberichterstattung über die Dürre von 2000 bezog sich auf Danan, denn die äthiopischen Behörden gewährten ausländischen Medien und Hilfsorganisationen vorwiegend über die nahegelegene Stadt Gode Zugang. Gebiete, die nicht (vollständig) unter Kontrolle der Armee waren, erhielten hingegen kaum Aufmerksamkeit.
Seit 2007 hat sich der Somali-Region der Konflikt zwischen der separatistischen Ogaden National Liberation Front (ONLF) und der äthiopischen Armee verschärft. Im April 2007 griff die ONLF die Militärbasis in Danan an. Human Rights Watch zufolge wurden daraufhin junge Männer aus dem Ort zwangsweise für den Kampf gegen die Rebellen rekrutiert, und zehn Männer, die sich weigerten, wurden erschossen.
2007 begann die Ethiopian Roads Authority mit dem Bau einer asphaltierten Straße von Kebri Dehar nach Danan.